# Arjan Postma
Arjan Postma (Zaandijk, 28 april 1968) is een Nederlandse boswachter, televisiepersoonlijkheid en schrijver van natuurboeken. Van zijn hand verschenen Buiten! (2014), Buiten met je hond (2015), Buiten gebeurt het (2016) en Hoe één gekke mier de wereld kan veranderen (2020).

## Loopbaan
Postma studeerde geschiedenis, maar vanwege zijn passie voor de natuur koos hij voor een bestaan als boswachter. Jarenlang werkte hij voor Landschap Noord-Holland. Gaandeweg groeide zijn onvrede over de hoeveelheid kantoorwerk die bij zijn baan hoorde. Hij besloot verder te gaan als freelance boswachter om vooral educatieve taken te gaan vervullen. Ook ontwikkelde hij zich steeds meer als tv-persoonlijkheid.
Postma zat als vaste gast regelmatig aan tafel bij het praatprogramma RTL Late Night. Van 2014 tot en met 2020 was Postma te zien als medepresentator van de RTL 4-natuurquiz Het zijn net mensen, waarin hij als commentaarstem en sidekick uitleg gaf bij de antwoorden. In het voorjaar van 2014 was Postma als deskundige betrokken bij de tv-serie Lang Leve de Lente van de EO. Daarvoor was hij meerdere malen te gast in de reeks "De natuur draait door" in De Wereld Draait Door. Ook deed hij in het eerste seizoen van het programma DREAM SCHOOL mee als docent biologie. Hij deed in de winter van 2018 mee aan de televisiequiz De Slimste Mens (daarin werd hij vier keer Slimste van de Dag en eindigde hij in de finale als derde). In 2023 was Postma te zien als secret singer in het programma Secret Duets.
De tv-ervaring van Postma gaat terug tot 2003. Sinds dat jaar leidt hij de presentator van de serie Natuurlijk Noord-Holland van RTV NH door gebieden van Landschap Noord-Holland.